# Craspedosis picoides
Craspedosis picoides là một loài bướm đêm trong họ Geometridae.